# Sporophlyctis rostrata
Sporophlyctis rostrata är en svampart som beskrevs av Serbinow 1907. Sporophlyctis rostrata ingår i släktet Sporophlyctis och familjen Chytridiaceae.   Inga underarter finns listade i Catalogue of Life.